# Гарбатт, Уильям
Уильям Томас Гарбатт (англ. William Thomas Garbutt; 9 января 1883 года, Стокпорт, Англия — 24 февраля 1964 года, Уорик) — английский футболист, правый нападающий. Больше известен, как футбольный тренер, возглавлял ряд известных итальянских клубов.

## Клубная карьера
Гарбатт родился в небольшой деревне около Стокпорта в многодетной семье плотника. В молодом возрасте ушёл в армию, в Королевский полк артиллерии, где и начал играть в футбол. После демобилизации стал играть за «Рединг», проведя в котором два года, привлек внимание столичного «Вулидж Арсенал» в котором дебютировал в высшем английском дивизионе, проведя два года в «Арсенале» он перешёл в «Блэкберн Роверс», за который он играл следующие три года. В 1911 году он вернулся в «Арсенал», но не проведя за него ни одного матча, завершил карьеру в 29 лет в результате череды травм.

## Тренерская карьера
После окончания карьеры футболиста Гарбатт уехал в Италию, в Геную, где первоначально работал грузчиком в порту, но вскоре стал главным тренером клуба «Дженоа». Под его руководством «Дженоа» трижды побеждала в чемпионате Италии. В 1927 году он, уйдя из «Дженоа», стал первым тренером новообразованного клуба «Рома», проведя в клубе всего два года Гарбатт сумел стать с ним третьим в чемпионате страны. С 1929 по 1935 годы Гарбатт тренировал «Наполи» с которым так же сумел стать третьим в чемпионате, что стало лучшим результатом в истории клуба, и подобного результата «Наполи» не мог повторить до 60-х годов. В дальнейшем он переехал в Испанию, где стал тренером клуба «Атлетик Бильбао», и в первый же сезон привёл его к победе в чемпионате Испании. Потом он вернулся в Италию, где сначала короткий период тренировал «Милан», а затем вновь возглавил «Дженоа». В 1940 году из-за начавшаяся второй мировой войны он, как британский поданный, был выслан из Италии, и тем самым был вынужден оставить пост тренера «Дженоа». После окончания войны он вновь возглавил «Дженоа», но на этот раз не надолго, и в 1948 году Гарбатт покинул клуб, завершив свою тренерскую карьеру.

## Достижения
- Чемпион Италии (3): 1914/15, 1922/23, 1923/24
- Чемпион Испании (1): 1935/36